# Lineacoelotes strenuus
Lineacoelotes strenuus is een spinnensoort in de taxonomische indeling van de nachtkaardespinnen (Amaurobiidae).
Het dier behoort tot het geslacht Lineacoelotes. De wetenschappelijke naam van de soort werd voor het eerst geldig gepubliceerd in 2008 door Yajun Xu, S. Q. Li & Jia-Fu Wang.